# Christian Kühn (Bergbauingenieur)
Christian Kühn (* 4. November 1871 in Dresden; † 23. Januar 1950 in Zwickau) war ein deutscher Bergbauingenieur und Bergdirektor.

## Leben
Christian Kühn studierte Bergwesen an der Bergakademie Freiberg. 1894 wurde er Mitglied des Corps Franconia Freiberg. Nach dem Studium war er im sächsischen Bergbau tätig. Er wurde Bergdirektor und Vorstand der Leipziger Braunkohlenwerke AG in Kulkwitz.
Kühn war stellvertretender Vorsitzender des Bergbaulichen Vereins Borna. Er gehörte dem Vorstandsrat des Deutschen Braunkohle-Industrie-Vereins e. V. an und war Ausschussmitglied des Arbeitgeberverbandes für den Braunkohlenbergbau e. V. Außerdem war er Vorstandsmitglied der Ortsgruppe Leipzig des Verbandes Sächsischer Industrieller und der Sächsischen Knappschaft.